# Brotherhood (album New Order)
Brotherhood – czwarty album studyjny angielskiej grupy New Order, wydany w 1986 roku.

## Lista utworów
Wszystkie piosenki napisali Bernard Sumner, Peter Hook, Stephen Morris i Gillian Gilbert.
1. „Paradise” – 3:50
2. „Weirdo” – 3:52
3. „As It Is When It Was” – 3:46
4. „Broken Promise” – 3:47
5. „Way of Life” – 4:06
6. „Bizarre Love Triangle” – 4:22
7. „All Day Long” – 5:12
8. „Angel Dust” – 3:44
9. „Every Little Counts” – 4:28

### Bonus – wydanie kolekcjonerskie 2008
1. „State of the Nation” (12" mix)
2. „Bizarre Love Triangle” (12" Version)
3. „1963” (12" Version)
4. „True Faith” (Shep Pettibone Remix) (12" Version)
5. „Touched by the dłoń of God” (12" Version)
6. „Blue Monday '88”
7. „Evil Dust”
8. „True Faith” (Eschreamer Dub)
9. „Blue Monday '88 dub”

## Muzycy

### New Order
- Bernard Sumner – śpiew, gitara elektryczna, syntezatory, programowanie
- Peter Hook – gitara basowa, perkusja, chórki
- Stephen Morris – perkusja, syntezatory, programowanie
- Gillian Gilbert – syntezatory, programowanie, gitara, chórki

## Listy przebojów
- UK – #9
- US – #117
- AUS – #15